# Hendrika Blokland-Pater
Hendrika Blokland-Pater (Medemblik, 26 september 1894 – Ravensbrück, 25 februari 1945) was een Nederlands verzetsstrijder tijdens de Tweede Wereldoorlog.

## Biografie
Toen in 1940 de Tweede Wereldoorlog in Nederland uitbrak, begon Hendrika Blokland-Pater met het laten onderduiken van vluchtelingen in haar huis. Hier bouwde ze, samen met enkele andere familieleden, een goed geoliede 'onderduikmachine'. Er werden twee schuilplaatsen gebouwd die alleen van binnenuit geopend konden worden en de onderduikers konden gealarmeerd worden via een zoemer. Tot en met 1944 zaten er verschillende onderduikers op deze locatie ondergedoken. Ondanks dat er diverse huiszoekingen zijn geweest door de Sicherheitsdienst zijn er nooit onderduikers gevonden.
Op 4 februari 1944 werd Blokland-Pater gearresteerd in haar huis op verdenking van het verstoppen van vluchtelingen. Alle vluchtelingen wisten echter op tijd naar hun schuilplaatsen te gaan. Blokland-Pater werd meerdere keren verhoord, maar heeft nooit informatie gegeven. Echter heeft Blokland-Pater tegen een medegevangene, die stiekem met de Duitsers werkte, aangegeven dat ze nooit iets zou bekennen. Hieruit bleek dat ze wat verborg en ze werd overgebracht naar Kamp Vught. Op 25 februari 1945 stierf Hendrika Blokland-Pater in Ravensbrück.

## Eerbetoon
Haar naam staat vermeld op de Erelijst van Gevallenen 1940-1945. Ook staat haar naam vermeld op het verzetsmonument Vrouwen uit het verzet in Heerhugowaard. In Heerhugowaard is het Hendrika Blokland-Pater erf naar haar vernoemd.